# شرکت توسعه اورینتال
شرکت توسعه اورینتال (انگلیسی: Oriental Development Company) شرکت کالای ژاپنی-کره‌ای بود، که در سال ۱۹۰۸ تأسیس شد و در سال ۱۹۴۵ منحل گردید.